# Poynings törvénye
Az 1494-es ír országgyűlésen hozott törvények közül a legismertebbet Poynings törvénye néven emlegették mindaddig, amíg 1782-ben lényegében vissza nem vonták. Ez a törvény előírta, hogy Írországban az országgyűlést kizárólag a király engedélyével lehet összehívni, és csak akkor, ha előzőleg az angol uralkodót és a parlamentet egyaránt tájékoztatták azokról a törvényekről, amelyeket ez alkalommal hozni kívánnak, és ők jóváhagyják azokat. Bár az elkövetkező három évszázadban sokféleképpen értelmezték, a törvény célja születésének időpontjában az volt, hogy megakadályozza benne a főkormányzót, ha az esetleg a király számára hátrányos módon kívánná használni a parlamentet, ahogyan azt Gerald FitzGerald, Kildare 9. grófja  is tette, amikor 1487-ben rábírta, hogy ismerjék el hivatalosan egy trónkövetelő, Lambert Simnel igényét az angol trónra.